# ربکا ماسیکا کاتسووا
ربکا ماسیکا کاتسووا (۲۶ مه ۱۹۶۶ - ۲ فوریه ۲۰۱۶) یک فعال حقوق بشر و بازمانده تجاوز جنسی از جمهوری دموکراتیک کنگو بود.
او انجمن مردمی «متحدان توسعه حقوق بی خانمان ها» (APDUD) را تأسیس کرد و از حقوق بازماندگان، از جمله کودکان، در منطقه کیوو جنوبی در جمهوری دموکراتیک کنگو دفاع کرد. 

## زندگی شخصی
در طول جنگ دوم کنگو در سال ۱۹۹۹، مهاجمان شوهر کاتسووا را به قتل رساندند و به او و دخترانش که در آن زمان ۱۲ و ۱۴ سال داشتند، تجاوز کردند. دختران او در نتیجه این تجاوزات باردار شدند، و کاتسووا همراه با دخترانش پس از طرد شدن توسط بستگان شوهرش، مجبور به ترک خانه خود شدند. کاتسووا در مجموع چهار بار توسط سربازان و اعضای گروه‌های شبه‌نظامی مورد تجاوز قرار گرفت. در ژانویه ۲۰۰۹، شورشیان سابق که به تازگی در ارتش کنگو ادغام شده بودند، برای چهارمین بار به او تجاوز کردند. شورشیان دلیل این حمله را اتهامات کاتسووا مبنی بر تجاوز آن‌ها به زنان دیگر عنوان کردند. کاتسووا همچنین ۱۸ کودک را که از مادران بازمانده تجاوز جنسی بودند، به فرزندی پذیرفت.

## پیشه
در سال ۱۹۹۹، کاتسووا در خانه خود در جمهوری دموکراتیک کنگو، که در منطقه‌ای دورافتاده و درگیر جنگ قرار داشت، مرکزی به نام «دکوت» (که به عنوان خانه شنود نیز شناخته می‌شد) تأسیس کرد. او در سال ۲۰۰۲ نام این مرکز را به «Association des Personnes Desherites Unies Pour Le Développement» (APDUD) تغییر داد. این مرکز به عنوان پناهگاهی برای زنان جهت بهبودی از خشونت‌های تجربه‌شده عمل می‌کند و خدمات پزشکی ارائه می‌دهد. در حال حاضر، این مرکز شامل حدود ۵۰ خانه برای اسکان زنان است و به حدود ۱۸۰ زن کمک می‌کند. در طول دهه گذشته، کاتسووا به بیش از ۶۰۰۰ بازمانده تجاوز جنسی یاری رسانده است.

## جوایز
کاتسووا در سال ۲۰۱۰ جایزه «Ginetta Sagan» را برای تلاش‌هایش در زمینه حقوق زنان و کودکان از سازمان عفو بین‌الملل ایالات متحده دریافت کرد. این جایزه در گردهمایی سالانه این سازمان در نیواورلئان، که از ۹ تا ۱۱ آوریل ۲۰۱۰ برگزار شد، به او اهدا گردید.

## مرگ
کاتسووا در ۲ فوریه ۲۰۱۶ در سن ۴۹ سالگی بر اثر عوارض ناشی از بیماری مالاریا درگذشت. 